# Tupolev ANT-35
Il  Tupolev ANT-35 (in cirillico Туполев АНТ-35) era un aereo di linea bimotore ad ala bassa progettato, all'interno dello TsAGI (istituto all'epoca diretto da Andrej Nikolaevič Tupolev), da un gruppo di lavoro facente capo a Aleksandr Aleksandrovič Archangel'skij e sviluppato in Unione Sovietica alla metà degli anni trenta.

## Storia del progetto
Nel maggio del 1934 l'ente sovietico per la ricerca tecnica in campo aeronautico (Aviavnito o Avia-NITO, la sigla che identificava l'Авиационное Научно-Исследовательское Техническое Общество, traslitterato in "Aviacionnoe Naučno-Issledovatel'skoe Tehničeskoe Obŝestvo", letteralmente "Società di ricerca tecnica dell'aviazione"), aveva emesso una richiesta con la quale richiedeva la realizzazione di due diversi tipi aerei commerciali destinati a sostituire gli ormai obsoleti Kalinin K-5, Kharkov KhAI-1 e Tupolev ANT-9 all'epoca in servizio con l'Aeroflot.
Sebbene secondo alcuni il progetto realizzato dallo TsAGI fosse solo ispirato da tale richiesta ma non espressamente concepito per la partecipazione alla competizione, questo fu giudicato il migliore tra i numerosi progetti ricevuti dalle autorità relativamente alla categoria dei velivoli bimotore.
Frutto del lavoro di progettazione coordinato da Aleksandr Archangel'skij, l'ANT-35 rivelava chiaramente la parentela con il progetto del precedente bombardiere Tupolev SB del quale furono utilizzate alcune parti mentre alcune altre erano strettamente correlate. Tra le prime realizzazioni aeronautiche sovietiche (insieme al Polikarpov I-17) a presentare struttura semimonoscocca e rivestimento lavorante, il prototipo dell'ANT-35 fu portato in volo per la prima volta il 20 agosto del 1936 da Mihaíl Mihájlovič Grómov.
Pur impiegando le principali innovazioni tecnologiche dell'epoca, che gli garantivano elevati standard qualitativi, l'ANT-35 tradiva l'origine "militare" del proprio progetto dal quale ereditava la ridotta sezione della fusoliera: le misure in larghezza (1,5 m) ed altezza (2 m) rappresentavano un considerevole elemento di criticità, in particolare perché lo spazio utilizzabile (una volta realizzato il pavimento della cabina passeggeri) non superava l'altezza di 1,68 m.
In questa configurazione l'ANT-35 venne sottoposto a diversi voli di prova tra i quali il collegamento Mosca-Leningrado-Mosca durante il quale i 1 266 km di distanza furono coperti in 3h e 38'. Sulla base dei positivi riscontri ottenuti nel corso dei test ed ottenuta l'approvazione di Stalin, il bimotore fu esposto al XV Salone aeronautico di Parigi, durante il quale, tuttavia, raccolse anche apprezzamenti poco entusiastici circa la qualità della realizzazione.
Nel frattempo lo TsAGI era stato autorizzato a realizzare un secondo prototipo, denominato ANT-35bis, nel quale le principali modifiche riguardarono i motori (la coppia di originari M-85 fu sostituita da una di M-62) e la fusoliera (ampliata nella sezione e leggermente allungata).
In questa seconda configurazione l'ANT-35 fu testato nell'autunno del 1937 ed accettato per il servizio di linea dall'Aeroflot, con la denominazione ПС-35 (PS-35, acronimo derivante dalla traslitterazione "Passažirskij Samolet" della definizione russa, Пассажирский Самолет, cioè "aereo passeggeri").

## Tecnica

### Cellula
Monoplano ad ala bassa, l'ANT-35 era un bimotore dalle linee classiche ma dalla struttura, per l'epoca, innovativa: come già ricordato, fu tra i primi velivoli realizzati in Unione Sovietica con struttura semimonoscocca e rivestimento lavorante. La cabina di pilotaggio era equipaggiata per due piloti disposti fianco a fianco; a loro spettava anche la funzione di marconista in quanto non era previsto l'impiego di un ulteriore membro d'equipaggio con il ruolo specifico. Dietro la cabina di pilotaggio si trovava quella per i passeggeri, accessibile da una porta ricavata nella zona posteriore del lato sinistro della fusoliera; nella sezione posteriore del velivolo era ricavato il vano bagagli.
L'ala aveva il bordo d'entrata posto nella sezione di fusoliera adiacente alla cabina di pilotaggio e, esternamente alle gondole dei motori, si rastremava verso le estremità assumendo inoltre un leggero angolo diedro positivo; il profilo alare era il medesimo dell'ANT-40. Dal punto di vista strutturale l'ala era costituita da due longheroni tubolari con centine in lega leggera. Gli impennaggi erano di tipo classico, con stabilizzatore monoplano disposto al di sotto della deriva.
Nella zona centrale del bordo d'entrata delle due semiali erano alloggiate le gondole dei motori che, nella zona inferiore, alloggiavano le gambe (monoruota) del carrello d'atterraggio. Questo, anch'esso identico a quello dell'ANT-40, era di tipo triciclo posteriore, integrato in coda da un ruotino d'appoggio; il movimento di ritrazione era longitudinale, con movimento verso la coda.

### Motore
Nel primo prototipo dell'ANT-35 la propulsione era affidata ad una coppia di motori M-85, radiali a 9 cilindri raffreddati ad aria, copia prodotta su licenza del motore francese Gnome-Rhône 14K. Capaci di sviluppare la potenza di 800 hp ciascuno, i due propulsori azionavano eliche tripala metalliche dal diametro di 3,2 metri.
Nel secondo prototipo e negli esemplari prodotti in serie i motori erano due M-62: anch'esso radiale raffreddato ad aria, era un motore a 9 cilindri derivato dallo statunitense Wright Cyclone, anche in questo caso costruito in Unione Sovietica dopo l'acquisizione della relativa licenza produttiva. In questo caso ciascun motore era accreditato della potenza di 1 000 hp.

### Interni
Il vano passeggeri accoglieva al massimo dieci persone, alloggiate in due file da cinque poltrone ciascuna. Ogni sedile era affiancato da un finestrino, era dotato di luce elettrica e di un erogatore d'aria che poteva essere riscaldata tramite scambio di calore con le condutture di scarico dei motori.
La cabina passeggeri era dotata di toilette ed aveva accesso diretto al vano bagagli; quest'ultimo era accessibile anche tramite un portello nella fusoliera, ricavato ancora una volta sul lato sinistro, posteriormente alla porta d'accesso alla cabina dei passeggeri.

## Impiego operativo
Non vi è uniformità, da parte delle fonti reperite, nell'indicazione della presa in carico del PS-35 da parte dell'Aeroflot: la data di inizio dei voli di linea viene indicata nel 1937 oppure nel 1939.
Le fonti sono invece concordi nell'indicare che i velivoli della Tupolev vennero impiegati inizialmente su rotte internazionali quali la Mosca-Riga-Stoccolma e la Mosca-Praga. In un secondo tempo i velivoli vennero destinati a collegamenti interni con le città di Leningrado, Leopoli, Sinferopoli ed Odessa. L'impiego degli ANT-35 con l'Aeroflot ebbe termine nel corso del 1941 quando, con l'Operazione Barbarossa ebbe inizio l'invasione dell'Unione Sovietica da parte delle armate tedesche ed i Tupolev furono presi in carico dalla Voenno-vozdušnye sily, l'aeronautica militare sovietica, ed utilizzati sia come trasporti per truppe e materiali sia come aereo da collegamento.
Sostituiti, sia come velivoli civili che come trasporti militari, dai Lisunov Li-2, gli ANT-35 risultano essere rimasti in servizio fino al 1944.

## Versioni
- ANT-35: denominazione relativa al primo esemplare costruito; dotato di motori Tumanskij M-85;
- ANT-35bis: secondo prototipo; modificato nella fusoliera (più alta e leggermente più lunga), venne equipaggiato con motori Shvetsov M-62;
  - PS-35: denominazione assegnata ai nove esemplari di serie, consegnati all'Aeroflot nel corso del 1939. Si trattava di velivoli identici al secondo prototipo.

## Utilizzatori

### Civili
Unione Sovietica
- Aeroflot

### Militari
Unione Sovietica
- Voenno-vozdušnye sily

### Annotazioni
1. ↑  pari ad una media di 348 km/h.

### Fonti
1. ↑  Gordon, 2006, pag.66.
2. 1 2 3  Gordon, 2006, p. 64.
3. 1 2 3 4  Duffy e Kandalov, 1996, p. 76.
4. 1 2 3 4 5 6 7 8  Gunston, 1996, p. 84.
5. ↑  Архангельский ПС-35(АНТ-35), www.airwar.ru.
6. 1 2 3 4 5 6  Gunston, 1996, p. 85.
7. 1 2 3 4 5  Gordon, 2006, p. 65.
8. ↑  Flight, 19 novembre 1936, Civil types in Paris.
9. 1 2 3 4  Gunston, 1996, p. 86.
10. 1 2 3  Duffy e Kandalov, 1996, p. 77.

### Pubblicazioni
- (EN) Civil types in Paris, in Flight, Sutton, Surrey - UK, Reed Business Information Ltd., 19 novembre 1936,  pp. 552-556. URL consultato il 26 maggio 2014.